# Абагаз
Абагаз — ефіопський книжник та історик XVIII століття, мабуть, духовна особа. У монастирі Махдера-Марьям на замовлення аристократа дедж-азмача Хайле Мікаеля Ешете, який ховався в монастирі від політичних ворогів, Абагаз склав величезний звід середньовічної ефіопської історіографії, якій загрожувала загибель після пожежі в царському дворі. Звід увійшов в історію під ім'ям дедж-азмача Хайль, якому Абагаз присвятив працю; є цінним історичним джерелом.